# Frank Losee
Frank Losee est un acteur américain, né le 12 juin 1856 à New York — Arrondissement de Brooklyn (État de New York), ville où il est mort le 14 novembre 1937.

## Biographie

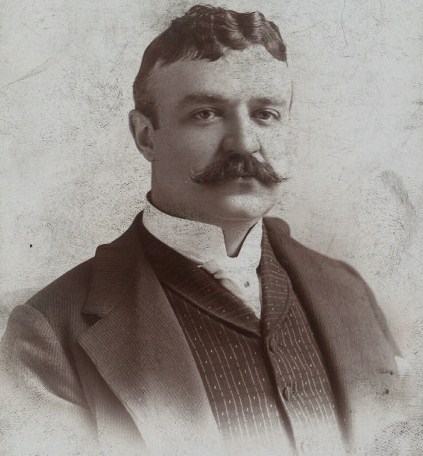
Photographié en 1896

Frank Losee débute au théâtre et joue notamment à Broadway dans dix-sept pièces entre 1896 et 1915, avant une ultime en 1923-1924. Citons deux adaptations de pièces françaises, Friquet de Pierre Berton en 1905 (avec Marie Doro et Alison Skipworth), ainsi que L'Épervier de Francis de Croisset en 1914 (avec Gabrielle Dorziat — unique prestation à Broadway — et William Faversham).
Au cinéma, il contribue à cinquante-sept films muets américains, les quatre premiers sortis en 1915, dont La Ville éternelle (The Eternal City) d'Edwin S. Porter et Hugh Ford (avec Pauline Frederick et Thomas Holding). Ses deux derniers films sortent en 1924, après quoi il se retire.
Mentionnons également Miss Bengali de John Emerson (1916, avec Mary Pickford), La Case de l'oncle Tom (Uncle Tom's Cabin) de J. Searle Dawley (1918, avec Marguerite Clark et Sam Hardy), Les Deux Orphelines de D. W. Griffith (1921, avec Lillian et Dorothy Gish), ou encore The Seventh Day d'Henry King (1922, avec Richard Barthelmess).

## Théâtre à Broadway (intégrale)
- 1896 : The Law of the Land de George Hoey : Richard Payton
- 1897 : Cumberland '61 de Franklin Fyles : Colonel Leslie Murdoch
- 1899 : A Young Wife de J. K. Tillotson : rôle non spécifié
- 1900-1901 : Richard Carvel d'Edward Everett Rose : Duc de Chartersea
- 1902 : Sky Farm d'Edward E. Kidder : Benjamin Breese
- 1903-1904 : Dorothy Vernon of Haddon Hall, adaptation par Paul Kester du roman éponyme de Charles Major : rôle non spécifié
- 1905 : Friquet de Pierre Berton : rôle non spécifié
- 1905 : Quand nous nous réveillerons d'entre les morts (When We Dead Awaken - Når vi døde vågner) d'Henrik Ibsen : Ulfheim
- 1905 : Nancy Stair de Paul M. Potter : rôle non spécifié
- 1906 : Mizpah d'Ella Wheeler Wilcox et Luscombe Scarelle : Haman
- 1906-1907 : The Rose of the Rancho de David Belasco et Richard Walton Tully : rôle non spécifié
- 1909 : The Return of Eve de Lee Wilson Dodd : rôle non spécifié
- 1912 : Honest Jim Blunt de William Boden : rôle non spécifié
- 1913 : The Five Frankfurters de Basil Hood : Solomon
- 1914 : The Deadlock de Margaret Turnbull : rôle non spécifié
- 1914 : L'Épervier (The Hawk) de Francis de Croisset, adaptation de Marie Zane Taylor : rôle non spécifié
- 1915 : Just Outside the Door de Jules Eckert Goodman : rôle non spécifié
- 1923-1924 : For All of Us de (et mise en scène par) William Hodge : Frederick Warren

## Filmographie partielle

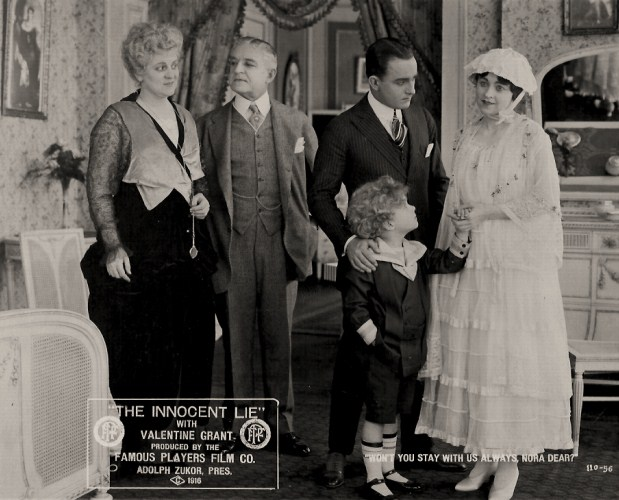
De g. à d. : Helen Lindroth, Frank Losee, William Courtleigh Jr. et Valentine Grant (enfant non identifié), dans The Innocent Lie (1916)

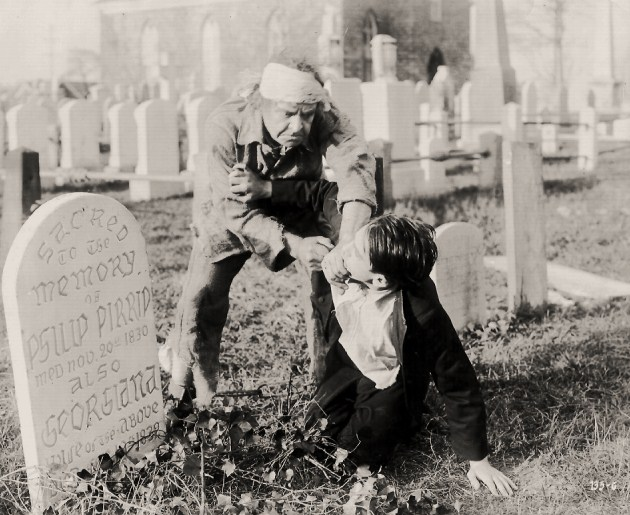
Avec Jack Pickford (à d.), dans Les Grandes Espérances (1917)

- 1915 : La Ville éternelle (The Eternal City) de Hugh Ford et Edwin S. Porter : Baron Bonelli
- 1915 : Helene of the North de J. Searle Dawley : John Dearing
- 1915 : The Masqueraders de James Kirkwood Sr. : Sir Brice Skene
- 1916 : La Coupe et la Lie (The Moment Before) de Robert G. Vignola : Duc de Maldon
- 1916 : Bout de maman (Hulda from Holland) de John B. O'Brien : John Walton
- 1916 : Diplomacy de Sidney Olcott : Henri Beauclerc
- 1916 : The Spider de Robert G. Vignola
- 1916 : The Innocent Lie de Sidney Olcott : M. Winters
- 1916 : Miss Bengali (Less Than the Dust) de John Emerson : Capitaine Bradshaw
- 1916 : Miss George Washington de J. Searle Dawley : Juge Altwold
- 1917 : Seven Keys to Baldpate d'Hugh Ford : Hall Bentley
- 1917 : Les Grandes Espérances (Great Expectations) de Robert G. Vignola : Able Magwitch / Provis
- 1917 : The Valentine Girl de J. Searle Dawley : John Morgan
- 1917 : Bab's Diary de J. Searle Dawley
- 1917 : Bab's Burglar de J. Searle Dawley
- 1917 : Bab's Matinee Idol de J. Searle Dawley
- 1918 : Mrs. Dane's Defense d'Hugh Ford : Sir Daniel Carteret
- 1918 : La Case de l'oncle Tom (Uncle Tom's Cabin) de J. Searle Dawley : Oncle Tom
- 1918 : On the Quiet de Chester Withey
- 1918 : Madame Jealousy de Robert G. Vignola : Finance
- 1918 : Trois maris pour une femme (In Pursuit of Polly) de Chester Withey : Buck Marsden
- 1919 : His Parisian Wife d'Émile Chautard : Thompson Wesley
- 1919 : Marie, Ltd. de Kenneth S. Webb : Colonel Lambert
- 1919 : Good Gracious, Annabelle de George Melford : William Gosling
- 1919 : Here Comes the Bride de John S. Robertson : Robert Sinclair
- 1919 : The Firing Line de Charles Maigne : James Wayward
- 1920 : L'Homme qui assassina (en) (Right to Love) de George Fitzmaurice : Le chef de protocole
- 1920 : The Stolen Kiss de Kenneth S. Webb : Peter Alden
- 1920 : Le Prestige de l'uniforme (Civilian Clothes) d'Hugh Ford : Walter Dumont
- 1920 : Half an Hour d'Harley Knoles : Dr George Brodie
- 1920 : The Fear Market, de Kenneth S. Webb
- 1920 : Broadway and Home (en) d'Alan Crosland : Paul Grayson
- 1920 : Le Poids du passé (Lady Rose's Daughter) de Hugh Ford : le mari de Lady Maude
- 1921 : Les Deux Orphelines (Orphans of the Storm) de D. W. Griffith : Comte de Linières
- 1921 : Such a Little Queen de George Fawcett : Adolph Lawton
- 1922 : The Seventh Day d'Henry King : Oncle Jim Alden
- 1922 : Man Wanted de John Francis Dillon : rôle non spécifié
- 1922 : Missing Millions de Joseph Henabery : Jim Franklin
- 1922 : The Man She Brought Back de Charles Miller
- 1923 : As a Man Lives de J. Searle Dawley : Dr Ralph Neyas
- 1924 : L'Obsession du devoir (Unguarded Women) d'Alan Crosland : George Castle